# Куса
Куса́ — город в Челябинской области России. Административный центр Кусинского района. Образует Кусинское городское поселение.
Основан в 1778 году. С 28 августа 1928 года — рабочий посёлок Кусинский Завод, с 8 января 1943 г. имеет статус города районного значения.
Известен как центр кусинского художественного чугунного литья, на настоящее время утраченного.

## Этимология
Название города произошло от названия реки Кусы.
В переводе с башкирского языка: «күсеү» — кочевать, переходить с места на место, то есть по этой реке удобно кочевать. Специалистами такая версия считается не очень убедительной. Предполагалось, что возможны иранские корни слова: «куча» — посёлок, так как в некоторых башкирских диалектах «ч» заменяется на «с». Топоним Куча (Куса) встречается в Башкортостане.
Однако исследования этимологии гидронима продолжались, и башкирский языковед, педагог-методист, доктор филологических наук Минсылу Усманова выяснила, что название реки возникло от башкирского слова «ҡуһа (ҡуҫа)» — камыш, о чём написала в своей книге «Имя отчей земли».

## География
Город расположен в горно-лесистой местности, на северо-западе Челябинской области, находится в месте впадения реки Кусы в Ай, в 180 км к северо-западу от областного центра города Челябинска. Связан железнодорожным сообщением с Транссибирской магистралью по исторической Западно-Уральской железной дороге.

### Климат
- Среднегодовая температура воздуха: +2,6 °C.
- Относительная влажность воздуха: 64,8 %.
- Средняя скорость ветра: 3,1 м/с.

## История

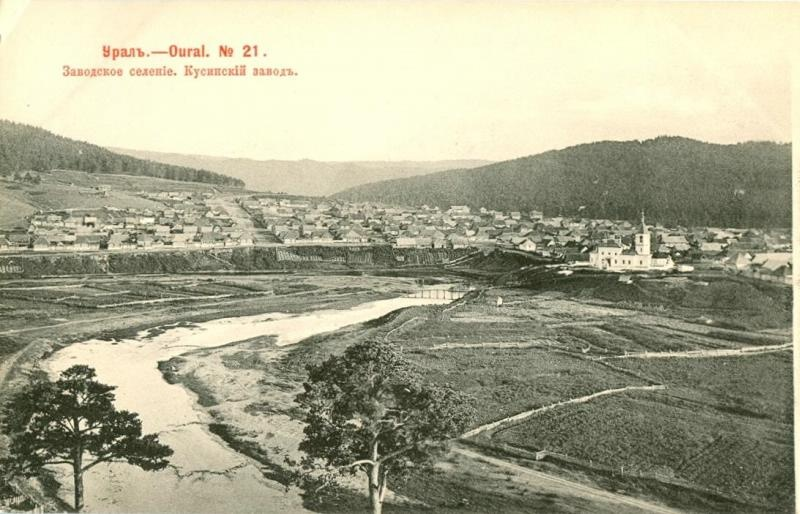
Заводское селение. Кусинский завод. Открытка 1903 г.

В 1778 году у впадения реки Кусы в Ай, в период развития горнозаводской промышленности на Южном Урале был основан Кусинский чугуноплавильный и железоделательный завод. Первоначальной продукцией завода были металлы, простейшие орудия труда, принадлежности для сельского хозяйства и заводского строительства (скобы, крючья, засовы, обручи, топоры, полозья и прочая утварь). Из Златоуста переселили 50 крепостных крестьян. Под руководством мастеров они начали строить посёлок и деревянную плотину через реку Кусу. Этот год принято считать годом основания города Кусы. На протяжении девятнадцатого столетия завод изготовлял чугун, боеприпасы, тонкостенное посудное литьё, гарнитуру для бытовых печей. Художественное литьё завода отличалось наградами на всемирных выставках в Копенгагене, Чикаго, Стокгольме (серебряная медаль в 1897 г.), Париже, Глазго, Льеже, Милане (золотая медаль в 1906 г.) и Санкт-Петербурге. В настоящее время кусинцы не составляют конкуренции каслинцам, бросив (не пережили демократических перемен в обществе) заниматься чугунным художественным литьём. В городе имеется музей художественного чугунного литья (разворован).
С 17 февраля 1940 года районный центр.
В 1942 году в Кусу был эвакуирован завод точных технических камней (из Ленинграда).
В 70-е годы XX-века, положено начало цеху «Кристалл», продукция которого бриллианты, стала одним из символов герба города.
В конце 1990-х годов в Кусе, получило распространение изготовление картин из каменной крошки и сувениров из камня, преимущественно змеевика. Это заметная веха в развитии города. На протяжении 10-15 лет, это направление стало частным бизнесом многих семей и позволило пережить тяжёлые времена. Интересно, что несмотря на спонтанность развития отрасли, имела место узкая специализация работ: часть населения изготавливала каменные заготовки, основу картин и сувениров («рамки», «срезы»), часть занималось исключительно «рисованием», а точнее посыпанием мелкой цветной каменной крошкой, некоторые предпочитали взять на себя вопросы реализации и отправлялись в другие города страны. К середине 2000-х годов рынок начал насыщаться и большинство жителей перестали заниматься изготовлением картин и сувениров.

улица города

## Население
| 1931    | 1939    | 1959    | 1967    | 1970    | 1979    | 1989    | 1992    | 1996    |
| ------- | ------- | ------- | ------- | ------- | ------- | ------- | ------- | ------- |
| 13 300  | ↗13 800 | ↗21 753 | ↗22 000 | ↘21 155 | ↗21 926 | ↗22 606 | ↗22 800 | ↘22 100 |
| 1998    | 2002    | 2003    | 2005    | 2006    | 2007    | 2008    | 2009    | 2010    |
| ↘21 700 | ↘20 316 | ↘20 300 | ↘19 600 | ↘19 300 | ↘19 200 | ↘19 187 | ↘18 905 | ↘18 792 |
| 2011    | 2012    | 2013    | 2014    | 2015    | 2016    | 2017    | 2018    | 2019    |
| ↘18 779 | ↘18 559 | ↘18 278 | ↘17 941 | ↘17 758 | ↘17 521 | ↘17 368 | ↘17 136 | ↘16 913 |
| 2020    | 2021    | 2023    |         |         |         |         |         |         |
| ↘16 722 | ↗17 136 | ↘16 934 |         |         |         |         |         |         |

На 1 января 2025 года по численности населения город находился на 729-м месте из 1124 городов Российской Федерации.

##### Национальный состав
Русские (86,9 %), башкиры (7,7 %), татары (3,8 %).

## Экономика
ООО «Кусинский литейно-машиностроительный завод» (КЛМЗ);
ООО «Челпром-Даймонд»;
ООО «Метагломерат»;
АО «Уралстройщебень»;
ООО «Медведёвский мраморный карьер»;
ФГУП «Петропавловский спиртзавод»;
частная пивоварня «Золотая Куса»;
ООО «Прибор»;
ООО «Часкомплект»;
ООО «Импульс» (бывшее АО «Кусинский завод ТТК — Токам»);
Кусинский завод деревообрабатывающего оборудования Pilteh;
ООО «К-ЮФЭ»;
ПКФ «Каменная роспись»;
ООО «Черметинвест»;
ООО «Кусинская обувная компания»;
производство мясных полуфабрикатов «Вкусаедoff».

## Культура
- городской краеведческий музей;
- ДК машиностроителей;
- центральная городская библиотека;
- центр активного отдыха «Евразия».

## Религия
Православные храмы
- Церковь Казанской иконы Божией Матери

Мечети
- Мечеть

## Достопримечательности
- Памятник «Слава героям 1941—1945 гг.» на центральной проходной чугунного завода.
- Памятник Владимиру Ленину на центральной площади.
- Скала Аргус.
- Железнодорожный мост через реку Ай

Список памятников культурного наследия города Куса в Викигиде.

## Известные уроженцы
Чистяков Александр Романович (1905—1984) — советский деятель науки, учёный-лесовод, педагог, кандидат сельскохозяйственных наук, доцент. Заведующий кафедрой лесоводства (1949—1966), ректор Университета культуры (1947—1956), заместитель директора по научной работе (1950—1955), декан лесохозяйственного факультета Поволжского лесотехнического института (1948—1955). Заслуженный лесовод РСФСР (1976). Заслуженный деятель науки Марийской АССР (1951). Участник Великой Отечественной войны.